# 草野威
草野 威（くさの たけし、1928年8月19日 - 2009年1月15日）は、日本の政治家。公明党衆議院議員（6期）。

## 来歴・人物
北樺太生まれ。ハルピン学院在学中に終戦を迎える。東京外事専門学校中退。
1967年に小濱新次(のち衆議院議員)の後継として横浜市会議員(西区選挙区)に立候補するも落選した。次の1971年横浜市会議員選挙で当選し、公明党神奈川県民運動本部長として米空母の横須賀母港化反対闘争、核軍縮・平和推進運動などで活躍(1期のみ。後継は服部信吾(のち参議院議員))。1976年の第34回衆議院議員総選挙で神奈川4区から立候補して初当選。6期務めた。
1981年、公明党第39回中央委員会で沼川洋一熊本県議会議員と副議長を務める。
1986年、矢野絢也公明党委員長の下、国民運動本部長に就任。
1993年の第40回衆議院議員総選挙には出馬せず、政界引退(後継は上田晃弘)。
2009年1月15日、下咽頭がんのため東京都中央区の病院で死去。享年80。

## 元秘書
- 斉藤しずお-練馬区議会議員。元漆原良夫衆議院議員秘書。